# Sugardating
Sugardating er et aldersmæssigt, erfaringsmæssigt og dermed ofte økonomisk ulige seksuelt forhold, hvor en ældre person, enten sugardaddy (mand) eller sugarmama, finder sammen med en yngre partner, enten sugarbabe (kvinde) eller boytoy (mand). I tillæg til aldersforskellen i forholdet er sugardating karakteriseret ved en betydelig forskel i parternes økonomiske formåen, og at denne forskel langt hen ad vejen er det, som binder forholdet sammen. Sugardating er en kontroversiel form for parforhold, idet kritikere anser det for at være en form for prostitution.

## Sugarbabe og sugardaddy
En sugarbabe (eller sugarbaby) er en kvinde, der er en del af et gensidigt fordelagtigt forhold med en sugardaddy, hvor hun typisk bliver forkælet af ham. I forholdet er kønsrollerne ofte karikerede og gammeldags. Manden står for at forkæle og forsøde kvindens tilværelse økonomisk, mens hun forkæler ham seksuelt.

## Boytoy og sugarmama
Boytoy (også kendt som sugarboy eller mandlig sugarbabe) er en mand der indgår i et gensidigt fordelagtigt forhold med en sugarmama. Et sugardaterforhold består i sin oprindelige form af en sugarbabe og sugardaddy, hvor manden forkæler kvinden med gaver og oplevelser og kvinden til gengæld forkæler manden på et immaterielt plan. Dog er rollerne byttet om mellem boytoy og sugarmama, så det her er kvinden der forkæler manden med gaver og oplevelser.

## Prostitution eller ej
I kan også tage på sugardates, i stedet for at I går på Tinder og bliver fucket op af en eller anden psykopat og ikke får en skid ud af det.
Den økonomiske godtgørelse i et sugardating-forhold kan fx være kreditkort, månedlige ydelser eller betalte stævnemøder, eller dyrt tøj, rejser og middage. Idet den betalende part forventer sex til gengæld, opfattes sugardating-forhold af de fleste som en form for prostitution, eller beliggende i en gråzone mellem parforhold og prostitution. Den økonomiske godtgørelse anses som den afgørende forskel på internetsider med sugardating og sædvanlig dating. Brugere af dating-sider er sædvanligvis ude efter et monogamt forhold, mens sugardating-brugere ofte har en udpræget ikke-monogam tilgang, hvor begge parter kan have andre faste partnere. Tidligere ansås al økonomisk godtgørelse for sex som tegn på prostitution, men mht sugardating tøver visse med at se sådan på på det, også fordi parterne i visse sugardating-forhold omtaler hinanden som kærester.
Som forsvar mod tiltaler om prostitution i sugardating-forhold er det blevet fremført, at prostitution defineres som sex mod betaling, hvor følelser ikke er indblandede. I modsætning hertil opfattes sugardating af visse som en såkaldt girlfriend experience, et forhold præget af gensidighed, noget som også ses inden for escort-prostitution. Aftalen om seksuelle ydelser kan være så underforstået, at forholdet dårligt kan betegnes som købesex, men i stedet minder om fremgangsmåden på strip-klubber, hvor den besøgende kan byde på en flaske champagne som gave til stripperen, mod en underforstået seksuel modydelse, som det ses inden for organiseret kriminalitet. Sugardating grænser også op mod forhold til postordrebrude, som tilmed kan være skjult menneskehandel.
En interviewundersøgelse af danske sugardaddies har vist, at der typisk er tale om "søde, rare og ganske almindelige mænd", som er relativt veluddannede og erhvervsaktive. "Mange af dem har børn og partner, de har venner, de er reflekterende, og de har mange moralske overvejelser omkring det at være sugardaddy. Og så virker de til oprigtigt at ville kvinderne det godt." Dette står i modsætning til den måde, sugardaddies oftest fremstilles i medierne, nemlig som "helt specielle, klamme gamle mænd", der udnytter unge mennesker.
Vor tids sugar babes er blevet sammenlignet med 1600-tallets kurtisaner.